# 이너스페이스
《이너스페이스》(영어: Innerspace)는 미국에서 제작된 죠 단테 감독의 1987년 SF · 코미디 영화이다. 데니스 퀘이드 등이 주연으로 출연하였고 마이클 피넬이 제작을 맡았고 스티븐 스필버그가 제작 책임자로 참여하였다. 1966년 SF 영화 《바디 캡슐》로부터 영향을 받았다.

## 줄거리
해군 조종사 턱 펜들턴은 비밀 축소 실험에 자원하여 초미세 나노사이즈로 축소된 잠수정 안에 들어가게 된다. 그러나 실험실이 경쟁 조직의 공격을 받으면서 턱은 토끼에게 주입될 예정이었던 잠수정이 실수로 평범한 슈퍼마켓 점원 잭 퍼터의 몸속에 들어가게 된다.
잭의 몸속에서 턱은 잭과 소통하며 자신을 다시 빼내달라고 도움을 요청한다. 실험실에서 턱과 잭은 자신들의 기술을 노리는 조직의 음모를 알게 되고, 그들의 계획을 막기 위해 함께 노력하게 된다. 잭은 턱의 도움으로 턱의 전 여자친구이자 기자 리디아 맥스웰과 협력하여 악당들이 훔친 칩을 되찾으려 하지만, 오히려 붙잡혀 실험실에 감금된다.
감금된 사이 잭과 리디아는 키스를 하고, 이 과정에서 턱은 리디아의 몸속으로 옮겨진다. 악당들은 턱을 찾기 위해 조직원인 아이고를 축소시켜 잭의 몸속에 주입한다. 리디아의 활약으로 악당들을 제압하고 칩을 되찾게 되면서, 잭과 리디아가 다시 키스를 하게 되고 턱은 잭의 몸속으로 돌아온다. 이후 턱은 잭의 도움으로 몸을 확대하는 데 성공한다. 
턱과 리디아는 결혼하고, 잭은 턱의 들러리를 선다. 하지만 결혼식 후 신혼부부가 탄 차량의 운전사는 악당이었고, 트렁크 안에는 작아진 악당들이 숨어있었다. 이 모든 상황을 파악한 잭은 용기를 내어 신혼부부를 구하러 떠난다.

## 출연

### 주연
- 데니스 퀘이드
- 마틴 숏
- 멕 라이언

### 조연
- 케빈 매카시
- 피오나 루이스

## 한국어 더빙 성우진(MBC, 1997년 5월 24일)
- 김관철 - 턱 펜들턴 (데니스 퀘이드)
- 송도영 - 리디아 (멕 라이언)
- 손원일 - 잭 퍼더 (마틴 숏)
- 전임복
- 이도련
- 이종오
- 박영화
- 이우신
- 이종혁
- 안지환
- 조예신
- 변종필
- 전수빈
- 김호성
- 엄태국
- 정남

## 기타
- 공동프로듀서: 캐슬린 케네디
- 공동프로듀서: 프랭크 마샬
- 미술: 제임스 H. 스펜서
- 배역: 마이크 펜튼
- 배역: 제인 페인버그
- 배역: 주디 테일러